# Naval Base Kitsap

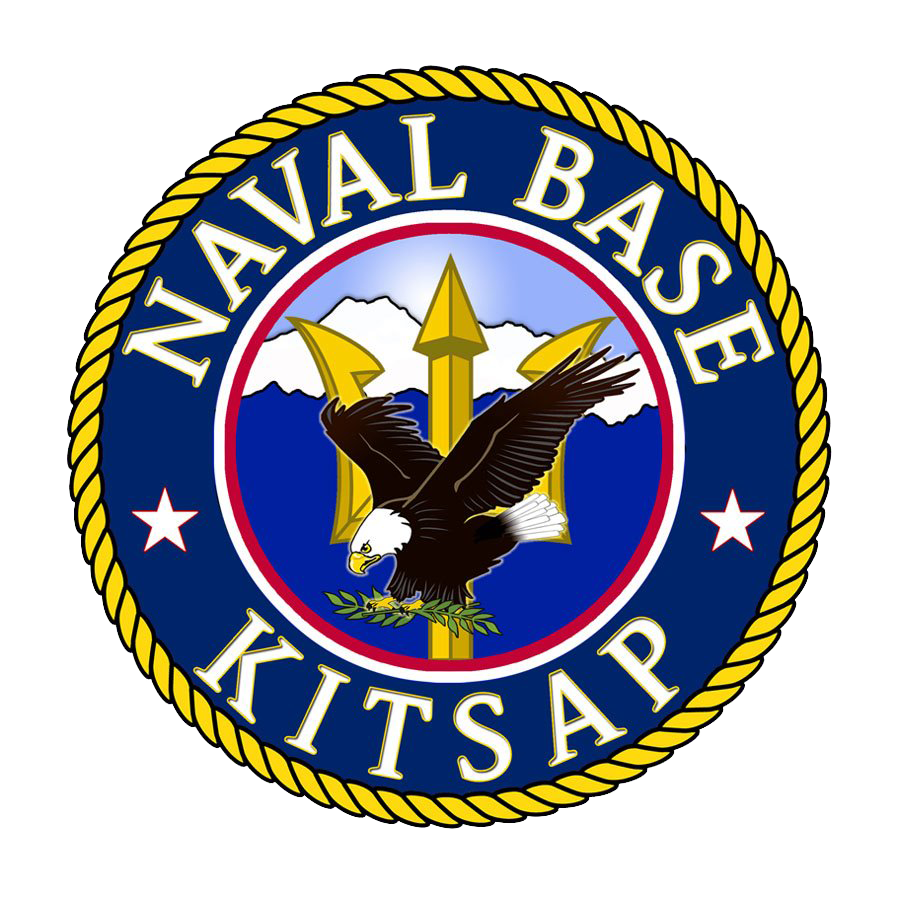
Sigill.

Naval Base Kitsap är en marinbas tillhörande USA:s flotta i delstaten Washington belägen på halvön Kitsap i Kitsap County på den västra sidan av Pugetsundet utanför Seattle. Basen bildades organisatoriskt 2004 genom en sammanslagning av Naval Station Bremerton och Naval Submarine Base Bangor.
Baserna kring Pugetsundet, som även inkluderar Naval Station Everett, utgör sammantaget den tredje största baseringen av flottans förband i kontinentala USA, efter Norfolk i Virginia och San Diego i Kalifornien och ansvaret för dessa åligger Navy Region Northwest.

## Bangor

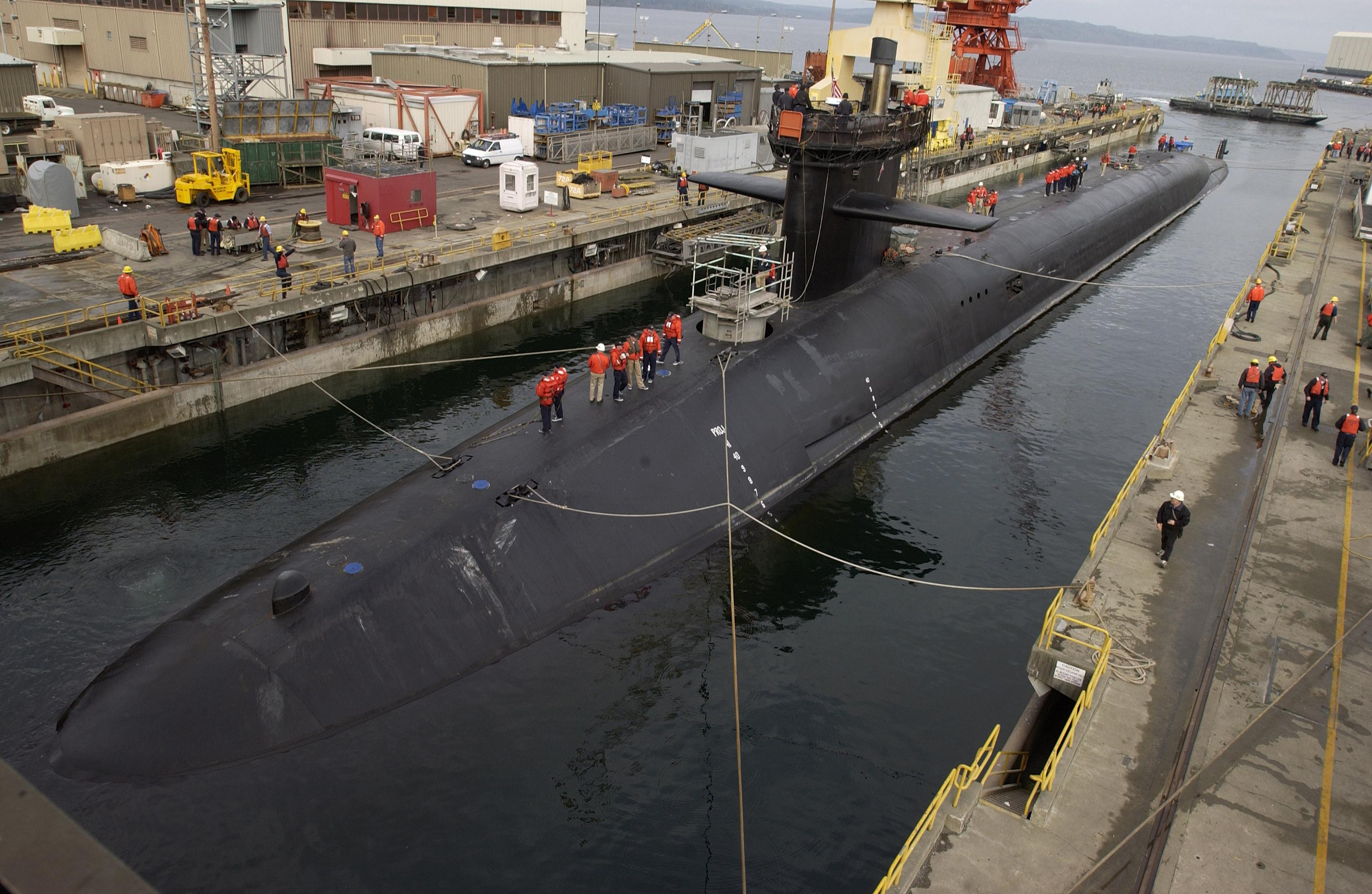
USS Michigan (SSBN-727) glider in i torrdockan i Bangor i november 2002, innan ombyggnaden till SSGN.

Utbåtsbasen i Bangor är hemmahamn för Stillahavsflottans atomdrivna robotutbåtar i Ohio-klassen med kärnvapen som ger USA en andraslagsförmåga.
Basen i Bangor upprättades 1942 under andra världskriget som en ammunitionsdepå för flottan. 1973 började ombyggnaden till ubåtsbasen som togs i drift 1977. I närområdet finns Strategic Weapons Facility Pacific (SWFPAC) vid vilken ballistiska robotar av typ UGM-133 Trident II förvaras och underhålls. Basen bevakas på land av marinkårens Marine Corps Security Force Battalion Bangor och till sjöss av en Maritime Force Protection Unit från USA:s kustbevakning.

## Bremerton

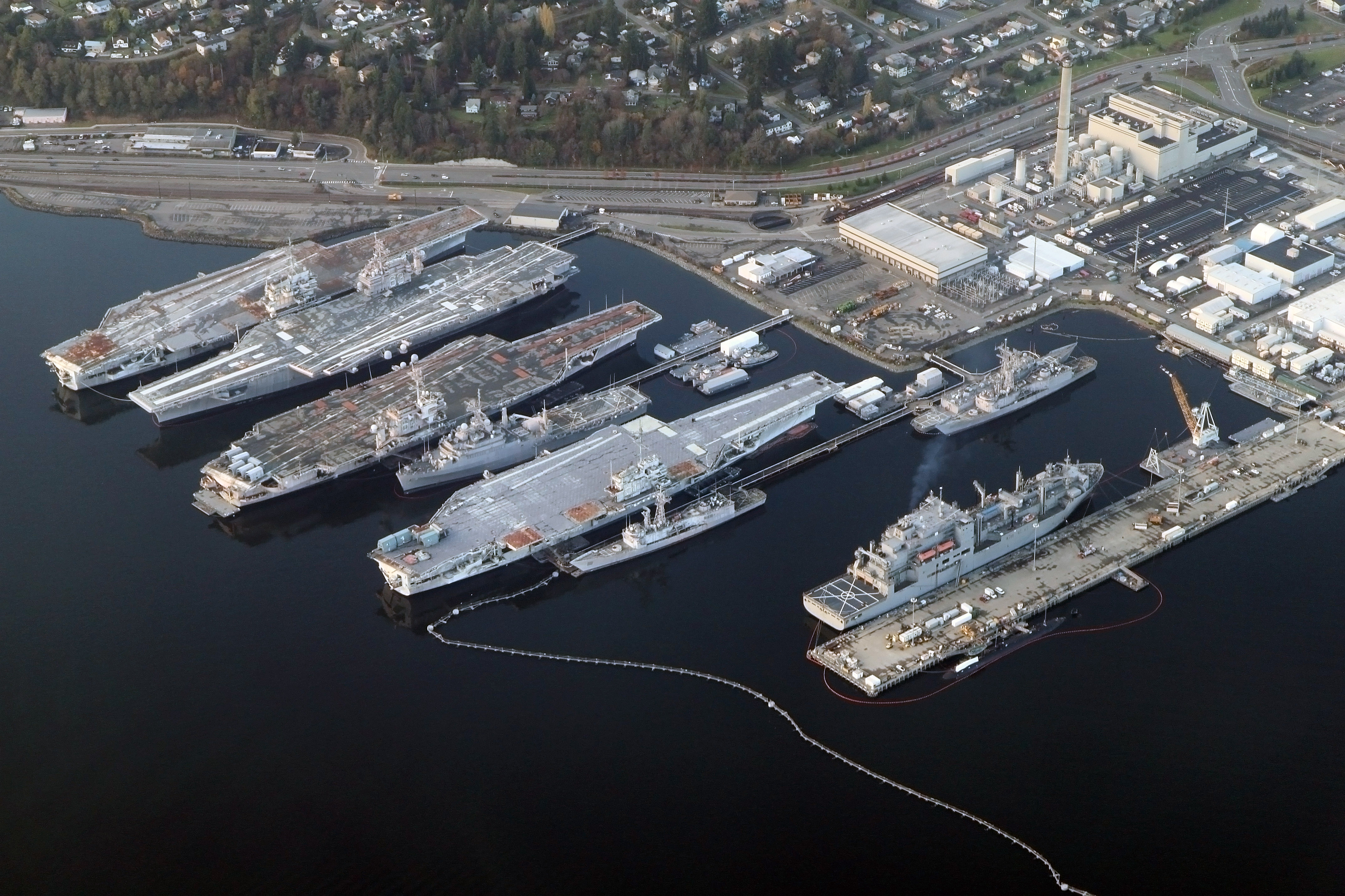
Fyra avställda hangarfartyg (, och) samt amfibiefartyget USS Dubuque (LPD-8) och tre fregatter av Oliver Hazard Perry-klass i Bremerton, 2012.

I Bremerton finns Puget Sound Naval Shipyard (47°33′31″N 122°38′39″V / 47.5585°N 122.6442°V) som förutom att fungera som ett örlogsvarv för kontinuerligt underhåll och reparationer av örlogsfartyg i drift även fungerar som uppställningsplats för avställda fartyg samt som demonteringsvarv av atomdrivna ytfartyg och ubåtar.
Örlogsvarvet har funnits på platsen sedan 1901 (som marinbas sedan 1891) och dess mest synliga landmärke är en 76 meter hög grönmålad lyftkran.